# Коломийчиха
Коломийчи́ха — село в Україні, адміністративний центр Коломийчиської сільської громади Сватівського району Луганської області. Населення становить 527 осіб.

## Новітня Історія
Захоплена ЛНР 26 червня 2022 року.

## Населення

### Мова
Розподіл населення за рідною мовою за даними перепису 2001 року:
| Мова            | Кількість | Відсоток |
| --------------- | --------- | -------- |
| українська      | 495       | 93.93%   |
| російська       | 30        | 5.69%    |
| інші/не вказали | 2         | 0.38%    |
| Усього          | 527       | 100%     |

## Географія
Селом тече річка Реуха.

## Пам'ятки
Поблизу села розташований загальнозоологічний заказник місцевого значення «Сватівський».